# Commentry
Commentry je francouzská obec v departementu Allier v regionu Auvergne. V roce 2011 zde žilo 6 580 obyvatel. Je centrem kantonu Commentry.

## Sousední obce
La Celle, Colombier, Durdat-Larequille, Malicorne, Néris-les-Bains

## Vývoj počtu obyvatel
Počet obyvatel 

## Historie
U zrodu města byla těžba černého uhlí, na kterou upomínají kladívka v městském znaku. Po druhé světové válce došlo k jejímu útlumu, hlavním zaměstnavateli na počátku 21. století jsou firmy Adisseo (výroba krmiv pro zvířata) a Erasteel (výroba rychlořezné oceli). Prochází tudy silnice A71 a železnice z Lyonu do Bordeaux. Město má muzeum, lyceum a ochotnické divadlo, významnou památkou je kostel svatého Fronta ze dvanáctého století.
V roce 1882 byl zvolen starostou Christophe Thivrier, první socialista na světě, který stanul v čele města.
Ve zdejších dolech byla v roce 1880 objevena fosilie obří vážky z karbonské éry Meganeura.

## Osobnosti
Rodákem z Commentry byl Émile Mâle, kunsthistorik a člen Akademie, funkci ředitele místních dolů zastával ekonom Henri Fayol.

## Partnerská města
- Chojnów (Polsko)